# Josefina Guerrero
Josefina Guerrero (Lucban, 1917 - Washington DC, 1996) atuou como espiã da guerrilha filipina, durante a Segunda Guerra Mundial, a favor dos Estados Unidos contra a invasão japonesa nas Filipinas. Foi condecorada com a Medalha da Liberdade com Palma de Prata, pelo presidente Harry Truman.

## Biografia
Guerrero nasceu no ano de 1917, em Lucban. Foi criada por freiras católicas, pois ficou órfã ainda criança. Aos 16 anos, casou-se; e três anos depois, tiveram uma filha.
Guerrero recebeu o diagnóstico de hanseníase, em 1941. Durante a Segunda Grande Guerra, quando os japoneses invadiram as Filipinas em 1942, o medicamento entrou em escassez e a doença piorou. Seu marido a deixou e foi separada de sua filha de 2 anos. Guerrero entrou em contato com guerrilheiros filipinos que atuavam em Manila. Tornou-se espiã da guerrilha, e a chamavam de Joey. Por acreditarem ser uma doença altamente contagiosa, os soldados japoneses não faziam revistas corporais em Guerrero, assim conseguia transportar mensagens, passar informações sobre locais com armas e os mapas de fortificações. Em 21 de Setembro de 1944, com as informações dadas por Guerrero, a tropa dos Estados Unidos conseguiu destruir as defesas japonesas no porto de Manila.
Em janeiro de 1945, recebeu uma das mais difíceis missões, que era levar um mapa dos campos minados para a 37ª Divisão de Infantaria americana que estava baseada em Calumpit. Precisou percorrer aproximadamente 56 quilômetros em uma zona de combate ativa. Depois de concluir sua missão, ajudou com os soldados e civis feridos e a abrigar as crianças em local seguro.

Com o final da guerra, Guerrero foi exilada para o Leprosário Tala, em Novaliches. Observando as condições precárias do estabelecimento, enviou uma carta a um amigo norte-americano, relatando as condições do local. A carta chegou até o capelão do Leprosário Nacional dos Estados Unidos, em Carville. Devido a carta de Guerrero, o governo filipino melhorou a situação do leprosário; Em 10 de julho de 1948, Guerrero recebeu um visto para fazer tratamento para a hanseníase em Carville; e em 1957, sua doença entrou em remissão, recebendo alta do leprosário americano. Para não ser deportada, contou com a ajuda de militares, membros da imprensa e advogados, para obter a residência permanente. Teve dificuldade em permanecer em um emprego devido ao histórico de sua doença. Mudou-se para diversos lugares, até se estabelecer em Washington DC., onde faleceu em 1996.